# Fergus McFadden
Pas d'image ? Cliquez ici

a Compétitions nationales et continentales officielles uniquement.

b Matchs officiels uniquement.
Dernière mise à jour le 3 mai 2020.
Fergus McFadden, né le 17 juin 1986 à Kildare, est un joueur de rugby à XV qui joue en équipe d'Irlande évoluant au poste de centre. Il joue avec le Leinster de 2007 à 2020.

## Biographie
Fergus McFadden honore sa première cape en équipe nationale le 5 février 2011 contre l'Italie. Le 22 août 2011, il est retenu par Declan Kidney dans la liste des trente joueurs qui disputent la coupe du monde.
Il est sélectionné pour le Tournoi des Six Nations 2018. Il joue deux rencontres dans ce tournoi et l'Irlande remporte tous ses matchs, réalisant ainsi le Grand Chelem.

## Palmarès
- Vainqueur de la Coupe d'Europe en 2009, 2011, 2012 et en 2018
- Vainqueur du Challenge européen en 2013
- Vainqueur de la Celtic League en 2008, 2013, 2014, 2018 et en 2019
- Finaliste de la Celtic League en 2010, 2011, 2012 et en 2016

## Statistiques
Au 3 mai 2020, Fergus McFadden compte 34 sélections avec l'Irlande, dont 15 en tant que titulaire, depuis sa première sélection le 5 février 2011 à Rome face à l'Italie. 
Il participe à une édition de la Coupe du monde, en 2011 où il joue une rencontre, face à la Russie.
Il participe à six éditions du Tournoi des Six Nations, en 2011, 2012, 2013, 2014, 2016, 2018. 